# Lionel Charbonnier
Lionel André Michel Charbonnier (Poitiers, 1966. október 25. –) francia válogatott  labdarúgókapus.
A francia válogatott tagjaként 1998-ban világbajnoki címet szerzett.

## Sikerei, díjai

### Játékosként
Auxerre
- Francia bajnok (1): 1995–96
- Francia kupagyőztes (2): 1993–94, 1995–96

Rangers
- Skót bajnok (2): 1998–99, 1999–00
- Skót kupagyőztes (2): 1998–99, 1999–00
- Skót ligakupagyőztes (1): 1998–99

Franciaország
- Világbajnok (1): 1998

### Edzőként
Tahiti U20
U20-as OFC-nemzetek-kupája győztese (1): 2008